# Dallas Area Rapid Transit
Die Dallas Area Rapid Transit, kurz DART, ist das Nahverkehrsunternehmen der texanischen Stadt Dallas und zwölf weiterer Gemeinden aus dem Umland. Neben Dallas sind die Städte Addison, Carrollton, Cockrell Hill, Farmers Branch, Garland, Glenn Heights, Highland Park, Irving, Plano, Richardson, Rowlett und University Park Mitglied des Unternehmens.
Das Unternehmen betreibt seit dem 14. Juni 1996 eine normalspurige Stadtbahn mit derzeit vier Linien und in Zusammenarbeit mit der Fort Worth Transportation Authority eine als Trinity Railway Express bezeichnete Regionalbahn nach Fort Worth. Im Stadtzentrum von Dallas sind die Strecken straßenbahnähnlich gebaut. Finanziert wird die Bahn durch eine Sondersteuer, welche alle Einwohner von Dallas County zu entrichten haben.
Die Planungen für die Bahn begannen bereits 1987. Baubeginn des 32 Kilometer langen Grundnetzes war 1992. Am 10. Januar und am 31. Mai 1997 wurden zwei weitere Abschnitte der Red Line (Rote Linie) in Betrieb genommen. Seit September 1999 verkehrt die Blue Line (Blaue Linie), die in der Innenstadt teilweise in einem Tunnel verläuft. Zwei weitere Abschnitte folgten am 6. Mai und am 18. November 2002. Damit hatte die Bahn innerhalb von sechs Jahren nach der Eröffnung ihr Netz mehr als verdoppelt und wurde nach San Diego zum zweitgrößten Stadtbahnbetrieb der USA. Die Länge des Netzes betrug damals 45 Meilen (etwa 72 Kilometer).
Eine weitere Möglichkeit zur Netzvergrößerung wurde 2001 mit dem Kauf dreier Strecken von der Union Pacific Railroad geschaffen. Es handelt sich dabei um die Strecken von Plano nach Sherman, von Rowlett nach Rockwall und von Carrollton nach Denton. Da diese Strecken an vorhandene oder geplante Endpunkte der Bahn anschließen, kann mit dem Bau von kurzen Anschlussstrecken das Netz um weitere 120 Kilometer erweitert werden.
Wie im Jahr 2009 beschlossen, wollte man bis 2013 zwei weitere Abschnitte mit 67 Kilometern Länge realisieren. Am 18. August 2014 ging die Verlängerung der Orange Line (Orange Linie) zum Flughafen Dallas/Fort Worth in Betrieb. Von dort kann seit 2019 über TEXRail der Trinity Metro wiederum Fort Worth erreicht werden.

## Stadtbahn Dallas

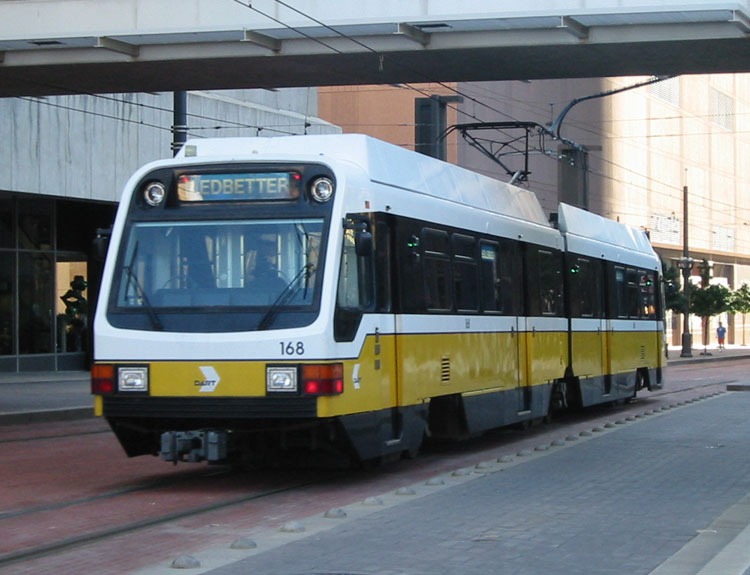
Ein Stadtbahn-Gelenkwagen der DART im Stadtzentrum von Dallas

Die Stadtbahn umfasst seit 2014 ein Streckennetz von 150 Kilometer, die in vier Linien bedient werden. Vor den Wahlen 1983 gab es Planungen für ein Streckennetz von 160 Meilen (etwa 258 Kilometer) Länge. Mit der Erweiterung der Green Line (Grüne Linie) 2009/2010 und dem Anschluss der Orange Line (Orange Linie) an den Flughafen 2014 ist das vorgesehene Netz im Wesentlichen abgeschlossen.
Es gab jedoch schon in den 1990er Jahren eine Vereinbarung, dass beim Vollausbau des Netzes die Stammstrecke aller Linien durch Downtown Dallas erwartbar zu knapp wird, sodass bei Erreichen entsprechender Fahrgastzahlen der Bau einer zweiten Strecke durch die Innenstadt erfolgen soll. Für die D2-Planungen wurden im Frühjahr 2008 erste Varianten vorlegt, und zu den letzten Verlängerungen jeweils wieder diskutiert. 2015 sprach sich der Stadtrat für eine Strecke an der Oberfläche entlang der Jackson Street aus, nach zahlreichen Protesten wird jedoch nun ein möglicher Tunnel diskutiert. Für die geschätzte eine Milliarde US-Dollar existiert keine Finanzierung, auch da der Ausbau von Regiobahnen höher gewichtet wird (insbesondere der Cotton Belt Rail Line). Mit einem Bau des D2-Tunnels wird daher nicht vor 2025 gerechnet.

## Straßenbahn Dallas
Es gibt in Dallas zwei Straßenbahnlinien.
Die ältere Strecke ist die M-line Trolley, eine Straßenbahn, die von der McKinney Avenue Transit Authority betrieben wird. Diese ist eine gemeinnützige Tochtergesellschaft der DART, die gemeinsam mit der Uptown-Entwicklungsgesellschaft geführt wird. Auf dieser Linie werden Nachbauten historischer Wagen eingesetzt, deren Nutzung ist kostenfrei.
Die neuere Strecke ist die Dallas Streetcar, auf der moderne Gelenktriebwagen verkehren. Der Bau begann im Mai 2013, die Inbetriebnahme erfolgte im April 2015. Auf der vier Kilometer langen Strecke gibt es bisher sechs Stationen. DART will die Bahn verlängern, um sie auch mit der M-line zu verbinden, an der Commerce Street könnte dabei außerdem ein Übergang zur Stadtbahn im D2-Tunnel entstehen.

## Vorortverkehr
Gemeinsam mit Trinity Metro betreibt DART den Trinity Railway Express, der Dallas mit Fort Worth verbindet. Es verkehren Wendezüge mit Diesellokomotiven mit Bilevel-Doppelstockwagen.
Im Jahr 2026 sollen Diesel-FLIRT von Stadler den Betrieb auf der Silver Line aufnehmen. Die Linie ist eine Tangentialverbindung entlang der Cotton Belt Rail Line im Norden des Ballungsraums. Am Endpunkt am Flughafen Dallas/Fort Worth kann zu TEXRail Richtung Fort Worth umgestiegen werden.

## Finanzielle Verluste
Laut Zahlen von 2016 ist DART eines der verlustreichsten öffentlichen Regionalverkehrssysteme in den USA in vergleichbaren Städten. So fielen zum Beispiel pro Fahrt Kosten von 6,79 USD an (der höchste Wert unter den verglichenen Systemen), von denen nur 1,02 USD (15 %) vom Fahrpreis gedeckt waren. Die Deckungslücke von 5,77 USD war ebenfalls die größte.